# فرانيكير
فرانيكير واحدة من إحدى عشر مدينة تاريخية بمقاطعة فرايزلاند وعاصمة بلدية فرانيكراديل.

## أعلام
- لامبرت بوس
- يان أورت
- جان جاك شولتنز
- جينين هوزينجا